# Baselworld
Baselworld Watch and Jewellery Show – międzynarodowe targi branży zegarkowej i biżuterii, organizowane każdej wiosny w Bazylei w Szwajcarii, w Messe Basel.

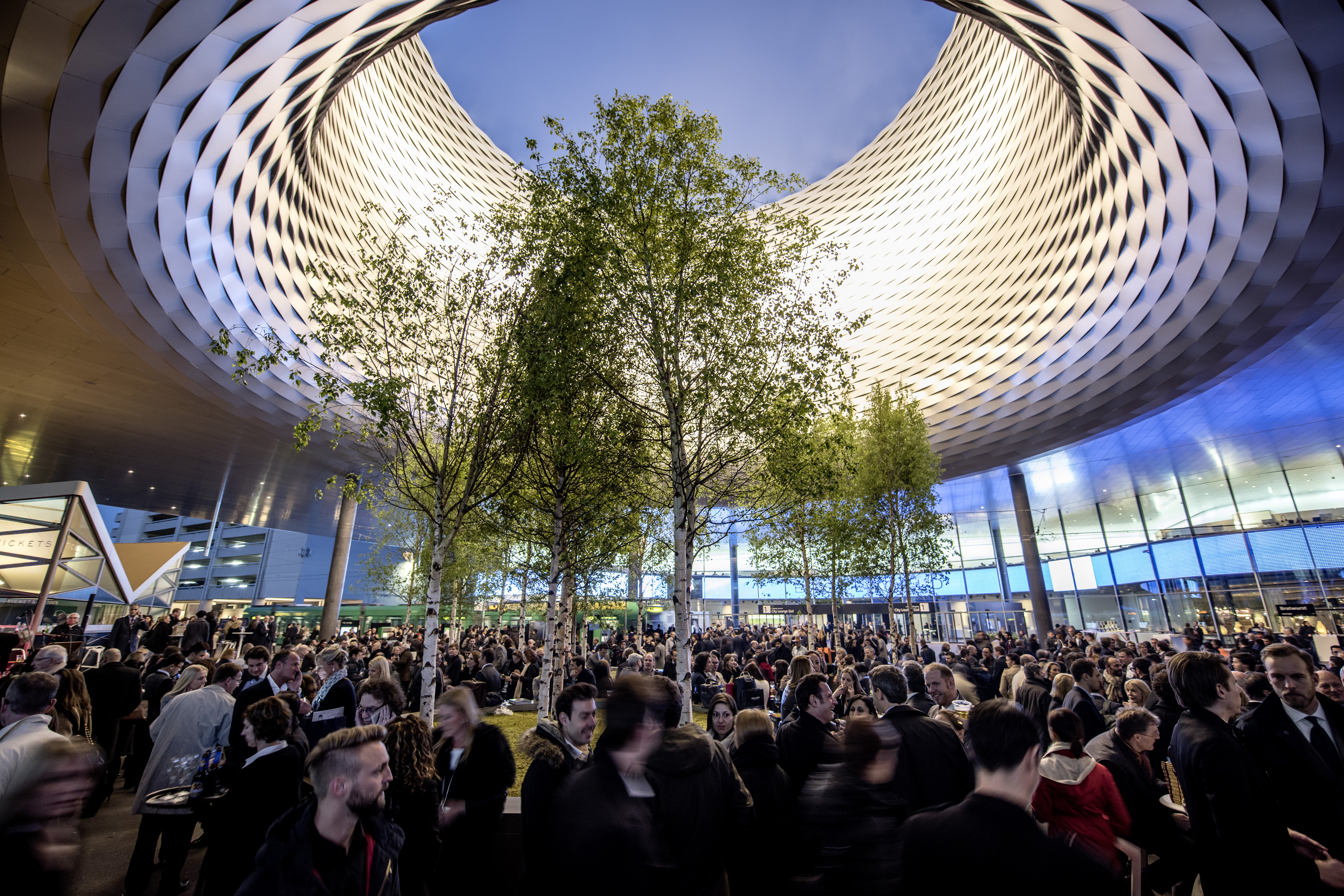
Targi w 2015 roku

Uczestniczy w nich około 2 100 wystawców z ponad 45 krajów, w tym czołowe marki zegarków i biżuterii, a także firmy specjalizujące się w produkcji cennych pereł. Targi przyciągają ponad 90 000 zwiedzających.
Baselworld należy do MCH Group, która organizuje również Art Basel w Bazylei, Miami Beach i Hongkongu.
Wystawa powstała w 1917 r. wraz z otwarciem pierwszej Schweizer Mustermesse Basel (muba), której część poświęcona była zegarkom i biżuterii.
- W 1925 roku na targi muba zaproszono do udziału kilku producentów zegarków.

- W 1931 r. po raz pierwszy Schweizer Uhrenmesse (Swiss Watch Show) odbyło się przy dedykowanym pawilonie.

- Po europejskiej wystawie z 1972 r. zaproszono również firmy z Francji, Włoch, Niemiec i Wielkiej Brytanii.

- W 1983 roku wystawa zmieniła nazwę na BASEL z dwoma cyframi oznaczającymi rok wystawy, np. BASEL 83.

- W 1986 roku po raz pierwszy zostały zaproszone firmy spoza Europy, co odzwierciedlało zwiększoną liczbę zwiedzających spoza Starego Kontynentu.

- W 1995 roku wystawę zmieniono nazwę na BASEL 95 - The World Watch, Clock and Jewellery Show.

- W 1999 roku dodano nową halę o powierzchni wystawienniczej 36 000 m². W roku 2000 nastąpił 6-procentowy wzrost liczby odwiedzających targi branżowe.

- W 2003 roku targi ponownie zmieniły nazwę na Baselworld, The Watch and Jewellery Show.

- W 2004 roku, wraz z wprowadzeniem nowego kompleksu hal, powierzchnia wystawowa powiększyła się do 160 000 metrów kwadratowych i przyciągnęła ponad 89 000 zwiedzających.

- W 2018 r. w Bazylei nastąpił znaczny spadek liczby wystawców do 650, a czas trwania wystawy skrócił się o dwa dni, choć frekwencja pozostała niezmienna. Ponadto, Baselworld ogłosił, że wraz z SIHH będą koordynować swoje daty od 2020 do 2024 roku[2].

- W 2019 r., wraz z wycofaniem się The Swatch Group (w 2018 r. ogłosili oni, że nie będą już uczestniczyć w targach w 2019 r.), pokaz został skrócony o jeden dzień[3].

- W 2019 roku kierownictwo targów ogłosiło nową koncepcję dla targów. Wystawa ma się rozwinąć z klasycznych targów do poziomu platformy doświadczeń i będzie skierowana również do konsumentów[4][5].